# Visions And Dreams
Visions And Dreams – demo szwedzkiego zespołu power metalowego Persuader.

## Lista utworów
1. "Escape" - 05:17
2. "Heart and Steel" - 05:00
3. "Cursed" - 04:35